# Columbia City (Indiana)
Columbia City – miasto w Stanach Zjednoczonych, w stanie Indiana, w hrabstwie Whitley.